# Polarni vuk
Polarni vuk (Canis lupus arctos), ponekad i bijeli vuk sisavac je iz porodice pasa, a pobliže on je podvrsta sivog vuka. Nastanjuje Sjevernu Kanadu, Aljasku, kanadske arktičke otoke od Melvilla pa do Ellesmera i sjevernu i istočnu obalu Grenlanda, sjeverno od 68° sjeverne širine. Živi u jednom od rijetkih područja na Zemlji u kojima je siguran od čovjeka, jer čak ni eskimi više ne žive tako daleko na sjeveru. To je jedno od najnegostoljubljivih područja na svijetu.

## Obilježja
Zbog vrlo niskih temperatura zraka koje i ljeti rijetko prelaze 0 °C a zimi padaju i do -50 ° (ponegdje i značajno niže), ova podvrsta razvila je neke posebnosti koje ih razlikuju od svih drugih podvrsta vukova (iznimka je bijeli vuk (Canis lupus albus) koji nastanjuje odgovarajuća područja na euroazijskom arktiku). Tako im je vrlo meko, gusto i dugodlako krzno gotovo bijelo (na leđima nešto tamnije), s pojedinim sivim i crnim dlakama. Uši su im manje i okruglaste, njuške nešto kraće a noge upadljivo kratke. To im čini tijelo zbijenijim.

## Ponašanje
Povezanost unutar čopora kod ove podvrste još je nešto izraženija nego kod drugih podvrsta vukova. Usamljena jedinka u surovim uvjetima koji vladaju u tim područjima ne bi mogla preživjeti duže vrijeme.
Tlo je, osim nekoliko centimetara ispod površine, stalno zamrznuto (permafrost) tako da može opstati samo rasljinje s plitkim korijenjem. U takvim uvjetima mogu preživjeti samo rijetki sisavci, najčešće manji glodavci. To znači, da veliki čopor nije svrsishoda, pa ga čini najčešće sedam do deset jedinki. Zbog velike povezanosti među njima, ponekad ih može biti i do trideset. No čoporu vukova za preživljavanje je katkad potreban i veći plijen, pa love i mošusna goveda i sobove.
Čopor ostaje stalno na okupu tijekom jeseni i zime, no nakon parenja u ožujku skotna vučica napustit će čopor kako bi potražila prikladnu jazbinu. Kadkad će ju sama iskopati, ali ako je zemlja zamrznuta često je prisiljena mlade donijeti na svijet u jednoj od prijašnjih jazbina. Pri dolazku na svijet mladi su sljepi, gluhi i bespomoćni te u potpunosti ovise o majci. Otprilike nakon mjesec dana mladi vučići mogu početi jesti meso. Od tog trenutka i čopor sudjeluje u njihovom hranjenju.

## Ugroženost i zaštita
Polarni vukovi su jedina podvrsta vukova koja nije ugrožena. Područja koja nastanjuju su zbog surovosti klime relativno zaštićena od ljudskih aktivnosti, bilo od lova, bilo od kultiviranja. Samo ih Eskimi još love zbog krzna, no to je zanemarivo, i ne ugrožava ih.